# Vânătoarea de șoareci
Vânătoarea de șoareci (titlu original în engleză: MouseHunt) este un film de comedie slapstick american din 1997 regizat de   Gore Verbinski, cu scenariul scris de Adam Rifkin și avându-i în rolurile principale pe Nathan Lane și Lee Evans. A fost primul film de familie lansat de DreamWorks. Vânătoarea de șoareci a fost ultimul film al lui William Hickey, acesta decedând la scurt timp după rolul jucat în film.

## Acțiunea
În 1975 fostul magnat al sforii Rudolf Smuntz (William Hickey) moare, transmițându-le fiilor lui că „o lume fara sfoara înseamnă haos”. Le lasă moștenire celor doi fii ai săi,  Lars (Lee Evans) și Ernie (Nathan Lane), o fabrică de sfoară falimentară și o casă dărăpănată. Când Lars refuză oferta reprezentanților unui mare conglomerat de cumpărare a fabricii lor de sfoară, soția sa avară, April (Vicki Lewis) îl alungă din casă. Între timp, Ernie îl servea pe primarul Mayor McKrinkle (Cliff Emmich) la propriul restaurant, dar primarul consumă din greșeală un gândac și moare de la șoc. În urma acestui incident, Ernie își pierde casa și locul de muncă.
Ernie se reîmprietenește cu Lars, și decid să se mute în casa moștenită. Descoperă planurile vilei, care s-a dovedit a fi valoroasă, deoarece era proiectată de faimosul arhitect Charles Lyle LaRue. Primind o ofertă de la un colecționar de LaRue, Ernie o refuză crezând că pot obține un profit mai mare restaurând și scoțând casa la licitație. Află că mai au două zile până când banca le va lua casa dacă nu plătesc ipoteca. O renovează, dar descoperă un „oaspete neașteptat”, un șoarece inteligent. Ernie, temându-se să repete un incident asemănător celui cu gândacul, decide să scape de dăunător. Deși a încercat mai multe metode, printre care cumpărarea a numeroase capcane de șoareci și a unei pisici monstruoase și angajarea unui exterminator excentric numit Mr. Caesar (Christopher Walken), planul său eșuează.
April, aflând de posibilul profit făcut de Lars în urma licitației, se împacă cu Lars.  Ernie descoperă documentele de la oferta pentru fabrica tatălui său, încercând să se întâlnească cu reprezentanții firmei Zeppco. Distras de două femei în timp ce îi aștepta, este lovit de un autobuz și internat la spital, ratând întâlnirea.
Frații se întorc la casă, și încearcă să omoare șoarecele din nou; Ernie încearcă să-l împuște dar trage într-un tub cu pesticid uitat de Mr. Ceaser, care distruge parțial proprietatea. Zeppco refuză oferta lui Earnie de a cumpăra compania, iar frații se ceartă pentru nesinceritatea lui Lars. Cel din urmă aruncă cu o portocală în fratele său, lovind accidental șoarecele, care își pierde cunoștința. Neavând curajul să îl omoare, îl trimit prin poștă pe adresa lui Fidel Castro în Cuba. Frații se împacă și repară din nou casa după ce April este de acord să plătească ipoteca.
La licitație, Lars descoperă coletul în care a trimis șoarecele, care a fost returnat pentru că nu avea destule timbre. Acesta era ros de șoarece, iar cei doi frați încearcă disperați să-l scoată din pereți umplându-l cu apă cu ajutorul unui furtun. Licitația ajunge la 2 de milioane de dolari și este pe cale să se sfârșească, când apa inundă casa. Văzând că toată lumea pleacă, singura consolare a celor doi frați este că șoarecele este probabil mort. Merg să se culce la fabrică și dorm acolo. Urmați de șoarece, acesta face o minge de sfoară de brânză scăpând o bucată de brânză într-o mașinărie din fabrică. Lăsând deoparte războiul cu șoarecele, ei reconstruiesc fabrica și o reprofilează pe brânzeturi, continuând dorința tatălui lor.

## Distribuție
- Nathan Lane ca Ernie Smuntz
- Lee Evans ca Lars Smuntz
- Vicki Lewis ca April Smuntz
- Maury Chaykin ca Alexander Falko
- Eric Christmas ca Ernie și avocatul lui Lars
- Michael Jeter ca Quincy Thorpe
- Debra Christofferson ca Ingrid
- Camilla Søeberg ca Hilde
- Ian Abercrombie ca licitator
- Annabelle Gurwitch ca Roxanne Atkins
- Eric Poppick ca Theodore Plumb, bancherul
- Ernie Sabella ca Maury
- William Hickey ca Rudolf Smuntz.
- Christopher Walken ca Caesar, exterminatorul
- Cliff Emmich ca Mayor McKrinkle
- Frank Welker ca Șoarecele, Catzilla

## Recepție
Vânătoarea de șoareci a primit recenzii mixte din partea criticilor de film. Conform Rotten Tomatoes, 42% din 31 de critici au dat o recenzie pozitivă. Filmul s-a dovedit a fi un succes financiar. A fost lansat în SUA pe 19 decembrie 1997 și premiera s-a clasat pe locul al patrulea. În primul weekend de la lansare a obținut 6,062,922 $. Rularea filmului în cinematografe a luat sfârșit pe 1 iulie 1998 după aproximativ 28 de săptămâni cu 61,917,389 $ obținuți în țara de origine și 60,500,000 $ în alte teritorii obținând un total de $122,417,389. Bugetul său a fost de $38 de milioane.